# La politica come professione
La politica come professione (titolo originale tedesco: Politik als Beruf) è un saggio del sociologo tedesco Max Weber pubblicato nel luglio 1919, nato come testo di una conferenza tenuta da Weber a studenti di Monaco di Baviera il 28 gennaio 1919. In quest'opera Max Weber ribadì alcuni concetti essenziali delle sue ricerche quali la definizione dello Stato e la classificazione dei fondamenti di legittimità di un potere.

## Storia editoriale

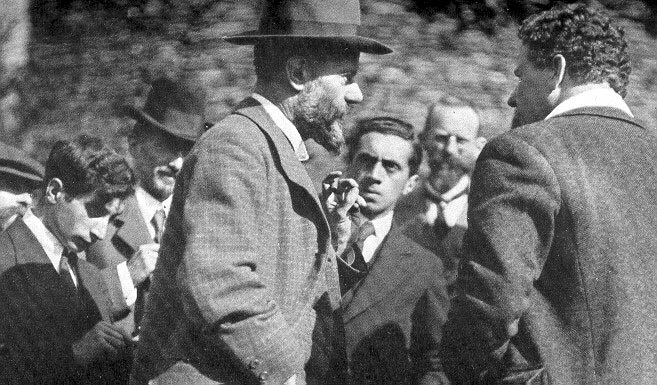
Max Weber a una conferenza a Lauenstein (1917)

Nel 1917, nel corso della prima guerra mondiale, la sezione bavarese del Freistudentischer Bund (Libera alleanza studentesca) aveva organizzato una serie di conferenze sul tema Geistige Arbeit als Beruf (Il lavoro intellettuale come professione) da svolgere in varie sedi della Baviera. Weber svolse la prima conferenza, intitolata Wissenschaft als Beruf (La scienza come professione) il 7 novembre 1917. La seconda conferenza, La politica come professione, fu svolta più di un anno dopo, il 28 gennaio 1919, durante la rivoluzione di novembre allorché Monaco era capitale dell'effimera Repubblica Bavarese dei Consigli. I testi di Weber avevano quindi una finalità educativa. Come sottolinea Wolfgang Schluchter, i testi della conferenza del 1917 sulla scienza come professione e della successiva conferenza sulla politica come professione, si proponevano di indirizzare l'individuo alla conoscenza dei fatti e alla riflessione su se stesso, e contemporaneamente di conquistarlo a una condotta di vita all'insegna della propria responsabilità. Il testo stenografato delle conferenze, rielaborato per la stampa presumibilmente tra il febbraio e il marzo del 1919, fu pubblicato nel mese di luglio dello stesso anno

## Contenuto
Max Weber premette che, nella conferenza, non si interesserà ai contenuti dell'azione politica, ma soltanto alla «questione generale di che cosa sia e di che cosa possa significare la politica come professione».

### Definizioni
Passa quindi alle definizioni. Col termine "politica" ci si riferisce «soltanto alla direzione o all'influenza esercitata sulla direzione di un gruppo politico, vale a dire – oggi – di uno Stato»; a sua volta, lo "Stato" è «quella comunità di uomini che, all'interno di un determinato territorio [...] pretende per sé (con successo) il monopolio dell'uso legittimo della forza fisica» (Gewaltmonopol). Pertanto nello specifico "politica" «significherà aspirazione a partecipare al potere o a esercitare una certa influenza sulla distribuzione del potere, sia tra gli Stati sia, all'interno di uno Stato, tra i gruppi di uomini che esso comprende entro i suoi confini».

### Tre tipi di potere legittimo
Affinché lo Stato sussista, i dominati devono sottomettersi all'autorità di chi detiene il potere. Vi sono tre "giustificazioni interne", vale a dire tre tipi di legittimità di un potere: 
- attraverso il costume (Durch Sitte), l'autorità tradizionale, ad esempio il potere esercitato dal patriarca o dal principe di stampo antico;
- attraverso la legalità (Durch Legalität), «in forza della disposizione all'obbedienza nell'adempimento di doveri conformi a una regola»;
- attraverso l'autorità carismatica (Durch charismatische Herrschaft), il carisma personale del "capo", ad esempio del condottiero in guerra o del demagogo nel parlamento.

### Storia dello Stato moderno
Weber ripercorre quindi la storia dello Stato moderno a partire dai tentativi dei principi europei di espropriare i privati (i "ceti") dei mezzi necessari all'amministrazione, alla guerra, alla finanza. In questo processo si è venuta creando la categoria dei politici di professione, persone a servizio del sovrano ai quali costui si appoggiava per conquistare il potere assoluto. Weber elenca i principali strati sociali da cui in diverse epoche e in diversi paesi sono emersi politici di professione: i chierici, i letterati di formazione umanistica, la nobiltà di corte, la gentry, i giuristi, i giornalisti politici.

### Professione
Per Weber, ci sono due modi per fare della politica la propria professione, esercitandola cioè in modo continuativo, anche se le due alternative non si escludono a vicenda: 
- vivere "di" politica (von die Politik), esercitando cioè la politica come la principale fonte di reddito, oppure
- vivere "per la" politica (für die Politik), esercitandola cioè per passione personale.

«Esattamente come accade nel campo del profitto economico, si può fare "politica" – e dunque aspirare a esercitare la propria influenza sulla distribuzione della potenza tra le diverse formazioni politiche e all'interno di ciascuna di esse – sia in modo "occasionale" (Gelegenheits Politiker) sia in modo "professionale", e in questo secondo caso dedicandosi a essa come a una professione secondaria (nebenberufliche Politiker) oppure principale (hauptberufliche Politiker)».
Dopo aver esaminato alcune figure e istituzioni della lotta politica moderna (i giornalisti, i funzionari di partito, i notabili esterni al parlamento, i procacciatori di voti, gli election agent, i caucus), Weber conclude che è possibile soltanto 
- «o una democrazia subordinata a un capo (Führerdemokratie) e organizzata mediante la "macchina"; oppure
- una democrazia senza capi (führerlose Demokratie), vale a dire il potere dei "politici di professione" senza vocazione, senza le intime qualità carismatiche che per l'appunto fanno un capo».

Infine, per Weber, tre qualità sono soprattutto decisive per l'uomo politico: 
- la passione (sachliche Leidenschaft)
- il senso di responsabilità (Verantwortungsgefühl)
- la lungimiranza (ein distanziertes Augenmaß).

Il peggior difetto del politico è, per Weber, la vanità, ossia il bisogno di porre se stessi in primo piano, e ciò può spingerlo a due "peccati mortali": 
- l'assenza di una causa che giustifichi le sue azioni e
- la mancanza di responsabilità che lo porta ad aspirare al potere per il potere stesso.

### Etica e politica
Weber tratta il rapporto fra etica e politica sottolineandone l'inconciliabilità: la politica si basa sull'uso della violenza e non è quindi un terreno su cui coltivare etiche assolute di tipo religioso. Per Weber, «ogni agire orientato in senso etico può essere ricondotto a due massime fondamentalmente diverse l'una dall'altra e inconciliabilmente opposte: può cioè orientarsi nel senso di un'"etica dei princìpi" oppure di un'"etica della responsabilità"». 
- L'etica dei princìpi (Gesinnungsethik), detta anche in altre traduzioni in lingua italiana "etica dell'intenzione" o "etica della convinzione",  è caratterizzata dal riferimento a un principio ideale, che costituisce l'unico criterio per distinguere il giusto dall'ingiusto. L'etica dei principi è tipica delle religioni o dei movimenti rivoluzionari che ispirano la loro azione a ideali assoluti: per intraprendere un'azione si deve tenere conto soltanto del principio che la sostiene; se l'intenzione è "buona", se è ispirata a un principio giusto, l'azione sarà comunque buona, qualunque siano le sue conseguenze.
- L'etica della responsabilità (Verantwortungsethik), al contrario, richiede di valutare con attenzione le conseguenze delle proprie azioni.

Per Weber, «la politica viene fatta con la testa, ma di certo non con la testa soltanto. [...] Ma se si debba agire in base all'etica dei principi o all'etica della responsabilità, e quando in base all'una o all'altra, nessuno è in grado di prescriverlo».

### Edizioni
In lingua tedesca
- (DE) Max Weber, Politik als Beruf [La politica come professione], in Geistige Arbeit als Beruf : Vier Vorträge vor dem Freistudentischen Bund [ [Il lavoro intellettuale come professione : Quattro conferenze per la Libera alleanza studentesca], München und Leipzig, Verlag von Duncker & Humblot, 1918.
- (DE) Politik als Beruf, in Gesammelte politische Schriften, collana Bücherei für Politik und Geschichte, München, Drei Masken, 1921,  pp. 396-450.
- (DE) Wolfgang J. Mommsen, Wolfgang Schluchter e Birgitt Morgenbrod (a cura di), Wissenschaft als Beruf 1917/1919 / Politik als Beruf 1919, in Max Weber-Gesamtausgabe [Edizione completa delle opere di Max Weber], vol. 17, Tubingen, Mohr, 1992, ISBN 978-3-16-145765-4.

In lingua italiana
- Il lavoro intellettuale come professione : due saggi, collana Nuova universale Einaudi ; 74, traduzione di Antonio Giolitti, Nota introduttiva di Delio Cantimori, Torino, Einaudi, 1948,  pp. XLII, 121, ISBN 88-06-01115-4.
- Carlo Donolo (a cura di), La politica come professione, collana TX, traduzione di Carlo Donolo, Milano, Anabasi, 1994,  p. 86, ISBN 88-417-8006-1.
- La politica come professione, collana I classici della sociologia, traduzione di Edmondo Coccia, Introduzione di Luciano Cavalli, Roma, Armando, 1997,  p. 127, ISBN 88-7144-683-6.
- La politica come professione, in Scritti politici, collana Saggi. Storia e scienze sociali, traduzione di Alfonso Cariolato e Enrico Fongaro, Introduzione di Angelo Bolaffi, Roma, Donzelli, 1998,  pp. 175-230, ISBN 88-7989-409-9.[collegamento interrotto]
- La scienza come professione ; La politica come professione, collana Biblioteca di Comunità; 20, traduzione di Helga Grünhoff, Pietro Rossi, Francesco Tuccari, Introduzione di Wolfgang Schluchter, Torino, Edizioni di Comunità, 2001,  pp. XXXIX, 113, ISBN 88-245-0599-6.
La traduzione di La scienza come professione (Wissenschaft als Beruf) è opera di Pietro Rossi, quella di La politica come professione (Politik als Beruf) è di Francesco Tuccari, L'introduzione di Wolfgang Schluchter è stata tradotta da Helga Grünhoff.
- La scienza come professione ; La politica come professione, collana Piccola biblioteca Einaudi. Nuova serie; 256, traduzione di Helga Grünhoff, Pietro Rossi, Francesco Tuccari, Introduzione di Wolfgang Schluchter, Torino, G. Einaudi, 2004,  pp. XLI, 121, ISBN 88-06-16933-5.
- La politica come professione, collana Oscar classici; 611, traduzione di Francesco Tuccari, Introduzione di Massimo Cacciari, Milano, Oscar Mondadori, 2006,  pp. LXXVI, 87, ISBN 978-88-04-59698-1. (ebook:  Max Weber, La politica come professione, traduzione di Francesco Tuccari, Introduzione di Massimo Cacciari, Milano, Mondadori Libri, 2017, ISBN 9788852082085.)

### Fonti critiche
- Massimo Cacciari, Introduzione, in La politica come professione, (ebook), Milano, Mondadori Libri, 2017, ISBN 9788852082085.
- Wolfgang Schluchter, Introduzione, in La scienza come professione ; La politica come professione, traduzione di Helga Grünhoff, Torino, G. Einaudi, 2004,  pp. XL1, ISBN 88-06-16933-5.
- Isacco Turina, Politica come professione (La)| Politik als Beruf, in Dizionario Bompiani delle opere e dei personaggi di tutti i tempi e di tutte le letterature, VII, Milano, RCS Libri, 2005,  p. 7350, ISSN 1825-78870 (WC · ACNP).